# Erdélyi levéltárak

Az Állami Levéltár kolozsvári épülete
Épült 1968-ban

Levéltár ( 'levél' a magyar régiségben oklevél, irat, a 'tár' tárolóhely) – oklevelek, iratok őrzőhelye. Mivel a régi évszázadokból reánk maradt oklevelek, iratok ma már nem eredeti gyakorlati hasznosságuk – jogi tartalmuk, jogbiztosító szerepük – miatt értékesek, napjaink irattári anyagát pedig, mielőtt levéltári megőrzésre kerül, selejtezik és csak a történeti forrásértékű iratokat tartják meg állandó levéltárbeli megőrzésre, a levéltár szó pontosabban a történeti forrásértékű oklevelek, iratok őrzőhelyét jelenti (például a romániai Állami Levéltár (Arhivele Naționale), vagy a magyarországi Magyar Országos Levéltár), de kifejezi azoknak az épületeknek a fogalmát is, amelyekben levéltári intézmény működik; végül pedig jelenti annak a levéltári anyagnak az összességét, amely egy bizonyos irat- és levéltárképző intézmény, személy, közösség eredményeként jött létre (például Kolozsvár város levéltára, a cegei gróf Wass család levéltára). Az ilyen levéltár – főleg családi levéltárak esetén – lehet összetett vagy egyesített is (például a losonci gróf Bánffy család rokonsági, a branyicskai báró Jósika család hitbizományi levéltára, a hídvégi gróf Mikó és a kisrédei gróf Rhédey család levéltára). A levéltár mint a levéltári anyag összessége kifejezésére a II. világháború után mind a magyar, mind a román szakterminológiában a szovjet levéltári irodalomból átvették a régebbről a francia szakirodalomban is használt fond kifejezést.

## Levéltár és irattár
Különbséget kell tennünk a 'levéltár' és az 'irattár' fogalma között. Míg a levéltár bármelyik értelmében a történelmi forrásértékű oklevelekre, iratokra – gyűjtőnéven a levéltári anyagra – vonatkozik, az irattár a folyó ügyvitel során létrejött, még gyakorlatilag használt iratanyag összességét vagy annak őrzőhelyét jelenti. Ebből következik a levéltáros és az irattáros közötti különbség is. A levéltáros az a szakember, aki a levéltártudományban kialakult elvek alapján, alapos segédtudományi, hivataltörténeti ismeretekre támaszkodva rendszerezi, kezeli a levéltári anyagot és annak könnyebb szakmai használhatósága végett különböző segédleteket, így leltárakat, repertóriumokat, útmutatókat, katalógusokat készít. Ezzel szemben az irattáros ügyviteli tisztviselő, aki az irattermelő intézmény, szerv, vállalat zavartalan működése érdekében megfelelő szabályok szerint kezeli az irattárba helyezett anyagot és azok gyakorlati használatára készít segédleteket.

## Levéltártudomány
A levéltári anyaggal, a levéltárakkal kapcsolatban az újabban alaptudományoknak is nevezett történeti segédtudományokon belül kialakult a sajátos levéltártudomány, ill. annak részeként a levéltári anyag elméleti vizsgálatával, valamint a levéltári munka elvi és gyakorlati kérdéseivel foglalkozó levéltártan (archivisztika).
A levéltártörténetben felfedezhetők bizonyos általánosan jellemző tényezők, amelyek többé-kevésbé mindenhol jelen vannak a levéltárak kialakulásában. A középkori írásbeliség kezdetén a megszerzett oklevél (kiváltságlevél, adománylevél) az adományos számára rendkívüli értéket képviselt, hiszen vagyoni, társadalmi helyzete, további fejlődése a szerzett oklevelekben pontosan megállapított kiváltságaira, jogaira alapultak, és arra, hogy ezeknek érvényt tudjon szerezni, ill. hogy az oklevelek felhasználásával kiváltságait, jogait bizonyíthassa. Ezért kezdetben az okleveleket az egyházi vagy családi kincsekkel együtt tartották, más esetekben szigorúan zárt, nehezen hozzáférhető helyen. Ezzel magyarázható, hogy egyedi kiváltságok alapján fejlődő városi közösségek, bizonyos egyházi intézmények és a családok levéltárai őrzik a legrégibb okleveleket.

## Vármegyei levéltárak
Ezzel szemben a feudális társadalomban annyira jelentős szerepet vitt vármegyék levéltárai jóval későbbi keletű iratokat őriznek. A nemesi közösség – a vármegye – kiváltságai ugyanis országos törvényeken alapulnak, nem egyedi kiváltságleveleken, ezért a vármegyék, székely székek csak a XVI-XVII. századtól őriznek levéltári anyagot, ezek is saját működésük során jöttek létre. Az okleveleknek ez a gyakorlati, jogbiztosító értéke egyfelől többnyire gondos megőrzésüket biztosította, ugyanakkor azonban azzal a veszéllyel járt, hogy azok, akiknek ellentétes érdekeik voltak, a nekik nem kedvező oklevelek elpusztítására törekedtek.

## A levéltári anyag történeti forrásértéke
Európa-szerte jelentős változást hozott a levéltárak értékét meghatározó szemléletben az a XVI. században megindult és a XVIII. században általánossá vált folyamat, amely a történeti kutatásokat a levéltári anyag felé irányította. Így az oklevél, ill. okirat meghatározója már nem kizárólag annak gyakorlati, ill. jogi haszna, hanem történeti forrásértéke is.
Az I. világháborút követő főhatalom-változásig Erdély, a Partium és a Bánság levéltártörténetében ismeretlen a központosított állami levéltári hálózat, az Állami Levéltár intézménye. Az irattermő intézmények maguk gondoskodtak levéltáraik megszervezéséről és levéltári anyagai megőrzéséről, valamint a kutatások számára hozzáférhetővé tételéről. Ezen a területen mégis működtek országos jellegű levéltárak a káptalani, ill. apátsági hiteleshelyi levéltárak formájában. A káptalanoknak, apátságoknak volt ugyan saját működésük eredményeként létrejött levéltáruk is, nagy jelentőségű volt az a sajátos rendeltetésű, különálló levéltáruk, amelyet mint közhitelességet biztosító (közhitelű pecsét használatára jogosított) intézmények – a későbbi közjegyzők elődeiként – hoztak létre. Az általuk szövegezett és kibocsátott iratok hiteles kiadványok voltak: nemcsak a magánjellegű szerződéseket, végrendeleteket és egyéb ügyleteket tartalmazó iratokat szerkesztették meg a felek kívánságára, hanem különböző peres és peren kívüli eljárásokat is végeztek, ezek végrehajtását írásban igazolták, így birtokba iktatásokat, határjárásokat. A bizalmat a hiteleshelyek iránt az is erősítette, hogy kibocsátott okleveleik, eljárásaik nyoma megmaradt jegyzőkönyveikben (a protokollumokban), és az eredeti levél elvesztése, elpusztulása esetén az érdekelt fél a jegyzőkönyvek alapján nem maradt jogi bizonyítékok nélkül.
Ilyen hiteleshely működött a gyulafehérvári káptalan és a kolozsmonostori bencés apátság, a Partiumban a váradi káptalan, a váradhegyfoki és a szentjobbi apátság keretén belül, továbbá a török hódoltság előtt hiteleshelye volt az aradi társaskáptalannak és a csanádi káptalannak is. Ezek közül az erdélyi fejedelemség korában különös jelentősége volt a gyulafehérvári káptalani, a kolozsmonostori konventi és a váradi káptalani hiteleshelynek. Fontosságukra és nélkülözhetetlenségükre jellemző, hogy miután a gyulafehérvári káptalan és a kolozsmonostori apátság a XVI. század közepén megszűnt, országos intézményekként hiteleshelyeik tovább működtek. Sőt a fejedelemség hiteleshelyi levéltárának országos jellege azzal is kihangsúlyozódott, hogy a XVII. században országgyűlési határozat alapján az országos érdekű iratokat a gyulafehérvári, kolozsmonostori, ill. váradi hiteleshelyeknél kellett megőrzésre elhelyezni. Ilyen jellegű iratok voltak az országgyűlési határozatok, adókönyvek, harmincadjegyzékek, valamint azok, amelyek a dézsmára vonatkoztak.
A hiteleshelyi levéltárak egyre csökkenő jelentőséggel 1874-ig, a közjegyzői intézmény létrehozásáig működtek. A magyar Országos Levéltár 1881-beli megszervezése után külön törvény alapján a gyulafehérvári káptalani és a kolozsmonostori konventi levéltár, más országos jellegű (kormányzati) erdélyi levéltárakhoz hasonlóan a budapesti Országos Levéltár megőrzésébe került.
A Habsburg-uralom alatt keletkezett kormányzati szervek irat-, ill. levéltárai, bár működésüket a XVIII. század második felétől már központilag irányították, az illető szervek kezelésében maradtak, és csak ezeknek a dualista állam létrejöttével történt megszűnése után került egy részük az Országos Levéltárba.
A területi önkormányzatok (vármegyék, törvényhatósági jogú városok) levéltárai egészen az I. világháború végéig az illető törvényhatóság önálló levéltáraiként működtek és más intézmények is saját levéltárral rendelkeztek. Így a városi levéltárak, amelyek már a XIII-XIV. századból való okleveleket is őriztek, megtartották anyagukat, akárcsak a vármegyei, széki és kerületi levéltárak, amelyek későbbi levéltári anyaggal ugyan, de gazdag forrásai maradtak a terület politikai, gazdasági és társadalmi életének.
Az egyházi levéltárak és az egyházi jellegű intézmények (iskolák, kollégiumok) eredetileg szintén saját kezelésben tartották levéltáraikat, ezekből csak később vettek át az egyházi gyűjtőlevéltárak. Az egykori céhek, kereskedő társaságok rendszerint külön ládában őrzött levéltárai ezeknek megszűnte után részben a törvényhatósági, városi levéltárakba, részben gyűjteményekbe, múzeumokba vagy az Erdélyi Múzeum-Egyesület (EME) Levéltárába kerültek és így menekültek meg a pusztulástól.
A családi levéltárak amellett, hogy a feudális gazdasági és társadalmi élet legjelentősebb forrásai, jelentősek művelődéstörténeti szempontból is. A politikai életben szerepet játszott családok nem csupán a kimondottan családi jellegű iratokat őrizték meg, hanem a kor szokásai szerint egy-egy magas tisztséget viselő családtag a hivatali működése során keletkezett fontos iratokat is családi levéltárában helyezte el.
A XVIII. századtól, miután a levéltári anyag történeti forrásértéke általánossá vált, számos alkalmilag, gyűjtőtevékenység folytán keletkezett iratösszesség keletkezett, melynek darabjai nem – vagy csak részben – függnek össze, ezeket nevezzük külön megjelöléssel levéltári gyűjteményeknek, akár magánosok birtokában, akár könyvtárak, kézirattárak vagy múzeumok keretében állottak össze.

## Szász Nemzeti Levéltár
Két nem állami jellegű gyűjtőlevéltárról külön kell megemlékeznünk. Az egyik a Nagyszebenben kialakított Szász Nemzeti Levéltár (Sächsische Nationalarchiv), melynek alapját Szeben város és a szász univerzitás levéltára képezte. Példamutató szervezettségével tűnt ki, jól irányított levéltári munka folyt keretén belül, valóságos paleográfiai iskolát teremtett meg, és számára építették fel az ország első levéltári rendeltetésű épületét. 1945-ben a Szász Nemzeti Levéltár a Havasalföldön 1831-ben, Moldvában pedig 1832-ben létrehozott, majd az 1918-as hatalomváltás során Erdélyben is megszervezett román Állami Levéltár kezelésébe került.

## Erdélyi Nemzeti Múzeum Levéltára
A másik nagy jelentőségű levéltár az Erdélyi Nemzeti Múzeum (ENM) Levéltára volt. Amikor az Erdélyi Múzeum-Egyesület (EME) 1859-ben létrejött, a feudális jogrenden alapuló kiváltságok és jogok megszűntével a családi levéltárak gyakorlati értéke és jogi jelentősége is megszűnt. Ezek a levéltárak jórészt lassú pusztulás, elkallódás elé néztek. Azáltal, hogy az EME kézirattára keretében megszervezte a levéltárat is, a bizonytalan jövő előtt álló családi, személyi és egyéb levéltárak itt nyertek megőrzési helyet. E gyűjtemény történetében kiemelkedő Kelemen Lajosnak az a törekvése, hogy begyűjtse és a kutatás számára hozzáférhetővé tegye a családi és személyi levéltárakat. Ezek mellé számos nemzeti jellegű területi, egyesületi levéltár is bekerült ebbe a keretbe, köztük a magyar művelődés-, irodalom- és tudománytörténet forrásai.
A Kelemen Lajos végezte levéltárgyarapító munkához csak az a levéltármentési akció hasonlítható, amit Jakó Zsigmond Pál, Entz Géza és munkatársai vállaltak a II. világháború frontátvonulása után, amikor a gazdátlanul maradt, szétdúlt levéltárakat, azok töredékeit megmentették a pusztulástól és az ENM Levéltárába helyezték el. Ez időben vált ki a levéltár a kézirattárból és került külön kezelésbe. Amikor az EME tevékenységét 1950 februárjában a hatalom megbénította, levéltára Történeti Levéltár névvel az Akadémiai Könyvtár kolozsvári részlegének kezelésébe került. Az 1974-ben megjelent levéltári törvénymódosítás óta ezt a levéltárat is az Állami Levéltár kezeli.

## Erdélyi, partiumi, bánsági levéltárak 1918 után
Az erdélyi, partiumi és bánsági levéltárak már az I. világháború után a romániai levéltári törvényeknek megfelelően működtek tovább. Az állami intézmények (ide számították az addig igazgatási önállósággal rendelkező törvényhatóságokat is) az Állami Levéltár gyűjtőkörébe kerültek ugyan, de az 1925-ös levéltári törvény még tiszteletben tartotta a nemzeti kisebbségeknek azt a jogát, hogy meglévő nemzeti jellegű levéltáraikat, beleértve a felekezeti levéltárakat is, maguk igazgassák, az Állami Levéltár mindössze felügyeleti jogot gyakorolt. A II. világháborút követő évek már ezen a téren is szomorú korszakot nyitottak meg. A dogmatikus, proletkultos szemlélet a szaktisztviselők ellenkezésével nem törődve, jól szervezett és működő levéltárakat külön levéltári célra épített helyiségekből nedves pincékbe hordatott össze (Kolozs és Szilágy megye levéltára jutott erre a sorsra), vagy hogy "hasznukat vegyék", tüzelőanyagként a kantinba juttatott (így pusztultak el Dés város 1721-től kezdődő tanácsi jegyzőkönyvei), nem is beszélve a csomagolópapírnak eladott anyagról. Egy rosszul fogalmazott belügyminiszteri rendelet alapján pedig, amely az 1950-es évek elején tulajdonképpen a papírbegyűjtést volt hivatva szabályozni, azzal, hogy a régi irat-, ill. levéltárak (arhive) anyagát is begyűjtendőnek jelölte meg, anélkül, hogy legalább valamiféle selejtezést írt volna elő, tudatlan vagy lelkiismeretlen tisztviselők és papírbegyűjtők tevékenysége következtében oda vezetett, hogy mázsaszámra juttattak levéltári anyagot a papírzúzdákba.
Az eredetileg a Közoktatásügyi Minisztérium alárendeltségébe tartozó Állami Levéltár 1951-ben a Belügyminisztérium alárendeltségébe került. 1957. július 16-án megjelent a 353. számú törvényrendelet, amely létrehozta az ún. Állami Levéltári Fondot, és szövegezését tekintve részben, de szellemében mindenképpen a szovjet levéltári szemléletet tükrözi. Ez jelentősen kiterjeszti az Állami Levéltár hatás- és gyűjtőkörét, és a levéltári nyilvántartás tökéletesítése címén lényegében egy többszörösen ellenőrzött levéltári könyvelési módszert vezettek be. A levéltári anyag megkívánta sajátos rendszerezés, segédlet-készítés, általában a kutatót minél hathatósabban támogató munka háttérbe szorult az egymást ellenőrző formai és számbeli számonkérés mellett. A levéltári szervezetben megnyilvánuló új szakaszban létrehozták ugyan a tartományi, majd megyei székhelyeken a helyi levéltári intézményt, de ezeknek a központtól való függése egyre erősödött.
A levéltári hálózaton belül választóvonal alakult ki a szakképzett levéltárosok és az apparátus között. Utóbbiak a vezető beosztásúak, az ellenőrök. Eluralkodik az irányított kutatás szolgálatába állítás, az ilyen jellegű látványos kiállítások szervezése. A második – módosítva ma is érvényben levő – levéltári törvényrendelet a Nemzeti Levéltári Fond létrehozásáról szól, és 1971-ben 472-es számmal jelent meg. Ezt egészíti ki a 206/1974. számú törvényrendelet. Ezek a központi irányítást még erőteljesebbé teszik és lényegesen bővítik az Állami Levéltár hatáskörét. Pontatlan fogalmazásaik különböző értelmezéseket tesznek lehetővé, amit az addig hagyományosan más intézmények, köztük egyházak, könyvtárak, múzeumok megőrzésében levő s levéltárinak minősített anyag állami kezelésbevétele során sok helyütt kiterjesztően alkalmaztak.
A levéltárosok szakszerű munkássága nyomán – még ha szerzőségüket nem is tüntették fel mindig – mégis napvilágot látott több olyan segédlet, amely a kutatónak tájékoztatást ad egy-egy megyei Állami Levéltár őrizetében található levéltári anyagról.

## 1989 után
A romániai kommunista rendszer bukása után Románia területén fokozatosan egy, az Európai Unióval kompatibilis levéltári rendszert és működtetést alakít ki Románia Országos Levéltára (Arhivele Naționale ale României).